# Maidenhead Railway Bridge
Die Maidenhead Railway Bridge ist eine von Isambard Kingdom Brunel erbaute Eisenbahnbrücke der Great Western Main Line, die 1839 dem Verkehr übergeben wurde. Sie überquert östlich von Maidenhead die Themse und wird heute noch genutzt. Historic England stuft sie als Baudenkmal Grade I ein.

## Geschichte
Die Brücke wurde im Zuge der Bahnstrecke von London nach Bristol erbaut. Die zweigleisige Strecke wurde von Brunel als Breitspurbahn mit einer Spurweite von 7 Fuß ¼ Zoll (2140 mm) ausgeführt. Der Bau der Brücke begann 1837 und wurde 1839 vollendet. In den 1890er Jahren wurde die Bahnstrecke von London bis Didcot auf vier Gleise ausgebaut und auf Normalspur umgestellt. Die Brücke wurde in den Jahren 1890 bis 1893 umgebaut. Von der alten Brücke blieb wahrscheinlich nichts erhalten, aber die Gestaltung der neuen Brücke folgte sehr genau der alten und es wurde wahrscheinlich auch Steine der alten Brücke wieder verwendet.

## Bauwerk
Die Brücke besteht aus zwei elliptischen Hauptbögen, an denen sich auf beiden Seiten Viadukte mit halbkreisförmigen Bögen anschließen. Die Bögen der Hauptbrücke sind im Vergleich zur Spannweite mit einer sehr geringen Pfeilhöhe ausgeführt. Der Pfeiler zwischen den Bögen steht auf der Flussinsel Guards Club Island. Als Baumaterial wurde feine rote Ziegelsteine verwendet, deren raue Oberfläche an Sandstein erinnert. Für das Brückendeck wurden Platten aus Yorkshire-Sandstein verwendet.

## Kunst
1844 stellte William Turner die Brücke in seinem bekannten Gemälde Rain, Steam and Speed – The Great Western Railway dar. Das Kunstwerk hängt heute in der National Gallery in London.

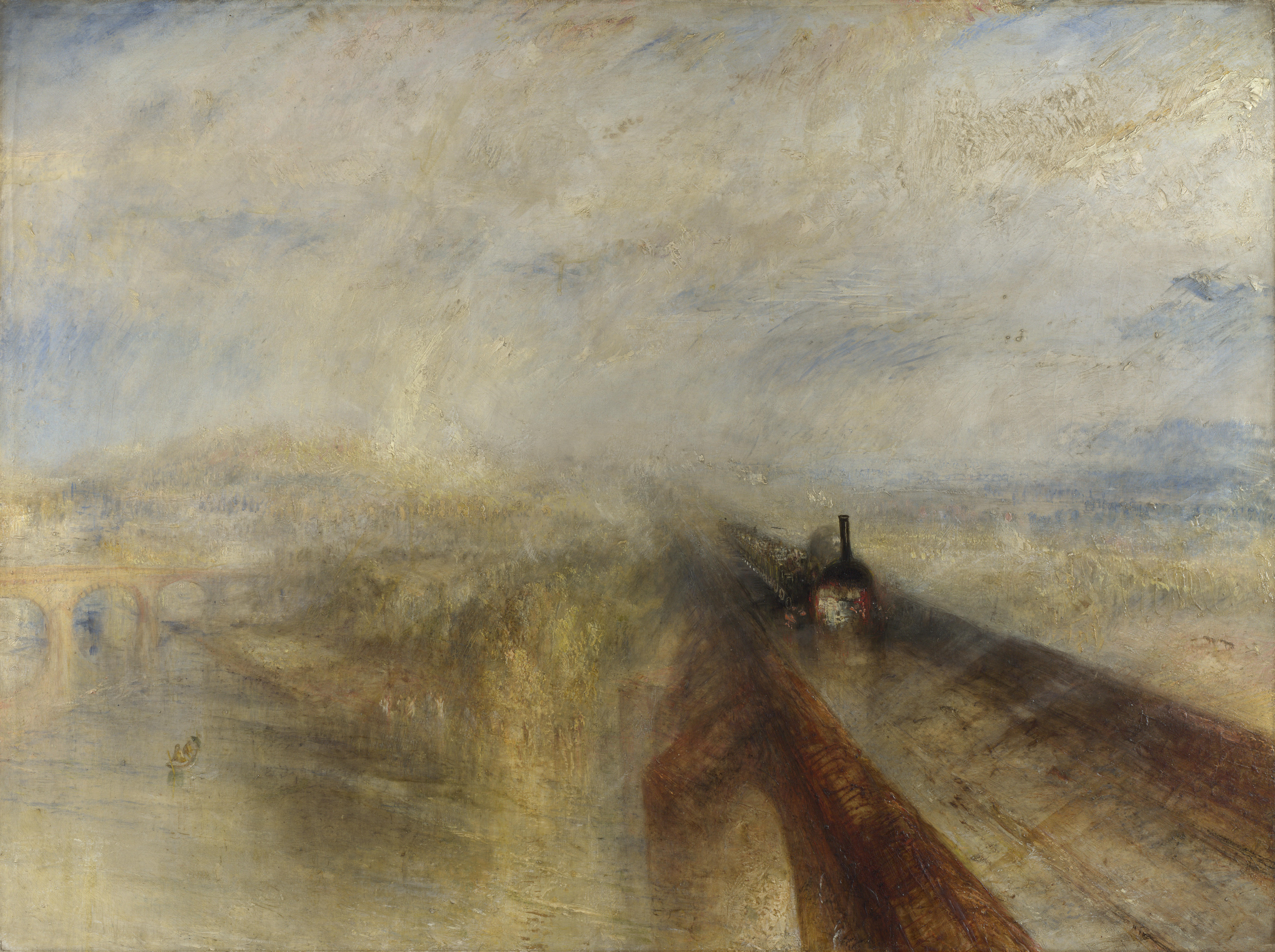
William Turner: Rain, Steam and Speed: The Great Western Railway